# Colom imperial de Mindoro
El colom imperial de Mindoro (Ducula mindorensis) és una espècie d'ocell de la família dels colúmbids (Columbidae) que habita els boscos de les muntanyes de Mindoro, a les illes Filipines.